# Das Kind und der Schulmeister

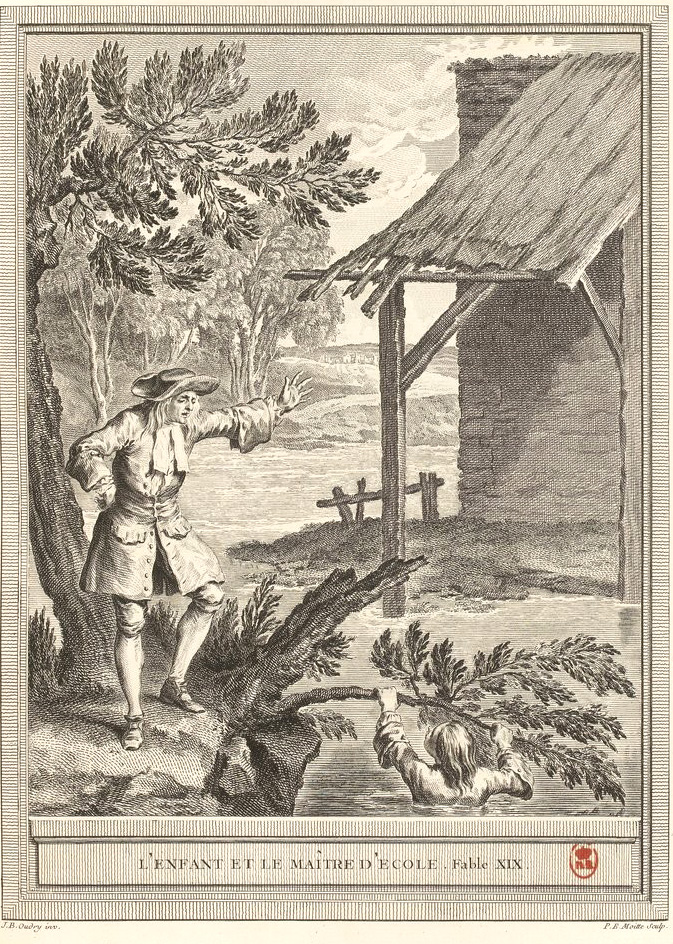
L’enfant et le maître d’école

Das Kind und der Schulmeister (französisch L’Enfant et le Maître d’école) ist die 19. Fabel im ersten Buch der Fabeln von La Fontaine. Nicht alle seine Fabeln befassen sich mit Tieren. Wie in dieser, kommen manchmal auch Kinder darin vor.
In Enfant et le maître d’école bittet ein Kind, das in den Fluss gefallen war, einen vorbeikommenden Schulmeister um Hilfe. Doch der als ein „gewisser Dummkopf“ vorgestellte Lehrer protestierte zuerst einmal wichtigtuerisch gegen das Bitten des Jungen. Er fing an, die Dummheit des Knaben zu bedauern und sein Mitleid mit denen auszudrücken, die sich um solche Kinder kümmern müssten, bevor er das Kind endlich in Sicherheit brachte. 

## Analyse
Entgegen den Erziehungsmethoden seiner Zeit schlägt sich Jean de La Fontaine auf die Seite der Kinder und verurteilt nicht die Nachlässigkeit des Kindes, sondern die lächerliche Pedanterie des Erwachsenen. La Fontaine macht jedoch deutlich, dass der Schulmeister hier nicht das einzige Ziel seiner Satire sind, sondern dass diese Anekdote mehr Leute als man denkt für ihren selbstgerechten und selbstverherrlichenden Wortreichtum kritisiert, denn wer am meisten spricht, dem lohnt es sich nicht unbedingt zuzuhören. Ähnlich stellt der Dichter in seiner Fabel Die Lerche mit ihren Jungen und der Gutsbesitzer die gereizte Stimme des Bauern der rationalen, beruhigenden Stimme des Muttervogels gegenüber.

## Quelle
Jean de La Fontaine hat bei den meisten seiner Fabeln altbekannte Geschichten literarisch und moralisch aufgearbeitet, diesen Vorgang hat er oft auch direkt in seinen Fabelversionen erwähnt. Auch bei L’Enfant et le Maître d’école könnten antike Quellen in Frage kommen: in einer Äsopschen Fabel fiel ein Kind ins Wasser und wird von einem Erwachsenen ausgeschimpft. Das Kind bat den Mann, er solle es zuerst aus dem Wasser ziehen, danach könne es sich seine Schelte anhören. Die Moral bei Äsop lehrt, dass Kritik während einer Notsituation unangemessen und fehl am Platz ist.
Allerdings ist Äsops Fabel „Das Kind im Bad“ (L’Enfant au bain) erst nach dem 17. Jahrhundert bekannt geworden, La Fontaine konnte sich daher nicht davon inspirieren lassen. Andererseits las er die Fabeln des Weisen Luqman aus der vorislamischen arabischen Tradition, die ins Lateinische übersetzt wurden. Viele andere Autoren wie Gabriele Faerno, Giovanni Maria Verdizotti oder Laurentius Abstemius haben sich mit diesem Thema auseinandergesetzt, ihre Protagonisten waren aber Tiere. Bei Rabelais’ Gargantua und Pantagruel hängt Bruder Jean am Visier seines Helms an einem Walnusszweig fest. Seine Gefährten palavern über den Vorfall, anstatt ihn aus seiner misslichen Lage zu befreien. Jean, der Mönch, wurde wütend: „Ist es nicht Zeit zu scherzen? ... Wenn ich sehe, dass sie in den Fluss gefallen sind und ertrinken werden, werde ich ihnen, anstatt sie rauszuholen, eine schöne lange Predigt halten“. Ebenso hielt Panurg, anstatt die ins Meer gefallenen Kaufleute zu erretten, ihnen „eine schöne Predigt“.